# Tuffi ai I Giochi europei - Trampolino 3 metri femminile
Il concorso dei tuffi dal trampolino 3 metri femminile dei Giochi europei di Baku 2015 si è disputato il 21 giugno al Bakú Aquatics Center.

## Risultati
Il turno preliminare si è svolto alle 9:00 e la finale alle 21:00. (UTM +4)
| Pos.    | Tuffatrice              | Nazione       | Preliminare | Preliminare | Finale | Finale |
| Pos.    | Tuffatrice              | Nazione       | Punti       | Class.      | Punti  | Class. |
| ------- | ----------------------- | ------------- | ----------- | ----------- | ------ | ------ |
| Oro     | Katherine Torrance      | Gran Bretagna | 431.15      | 1           | 448.25 | 1      |
| Argento | Ekaterina Nekrasova     | Russia        | 413.00      | 5           | 443.05 | 2      |
| Bronzo  | Saskia Oettinghaus      | Germania      | 379.75      | 9           | 418.35 | 3      |
| 4       | Louisa Stawczynski      | Germania      | 422.90      | 4           | 414.35 | 4      |
| 5       | Maria Polykova          | Russia        | 426.45      | 3           | 411.45 | 5      |
| 6       | Diana Shelestyuk        | Ucraina       | 409.60      | 6           | 405.75 | 6      |
| 7       | Kaja Skrzek             | Polonia       | 382.80      | 8           | 403.35 | 7      |
| 8       | Lydia Rosenthall        | Gran Bretagna | 427.25      | 2           | 395.60 | 8      |
| 9       | Frida Kallgren          | Svezia        | 409.30      | 7           | 392.55 | 9      |
| 10      | Natasha Macmanus        | Irlanda       | 358.20      | 10          | 381.50 | 10     |
| 11      | Maja Boric              | Croazia       | 355.25      | 11          | 376.40 | 11     |
| 12      | Laura Anna Granelli     | Italia        | 354.75      | 12          | 352.00 | 12     |
| 13      | Marharita Dzhusova      | Ucraina       | 353.85      | 13          |        |        |
| 14      | Ellen Ek                | Svezia        | 353.30      | 14          |        |        |
| 15      | Dominika Bak            | Polonia       | 351.10      | 15          |        |        |
| 16      | Madeline Coquoz         | Svizzera      | 349.85      | 16          |        |        |
| 17      | Daphne Wils             | Paesi Bassi   | 343.60      | 17          |        |        |
| 18      | Lorena Tomiek           | Croazia       | 342.80      | 18          |        |        |
| 19      | Indre Girdauskaite      | Lituania      | 342.45      | 19          |        |        |
| 20      | Giulia Rogantin         | Italia        | 339.35      | 20          |        |        |
| 21      | Tamar Sitchinava        | Georgia       | 334.10      | 21          |        |        |
| 22      | Caroline Lecoeur        | Francia       | 332.90      | 22          |        |        |
| 23      | Anne Vilde Tuxen        | Norvegia      | 331.70      | 23          |        |        |
| 24      | Katsiaryna Velihurskaya | Bielorussia   | 330.85      | 24          |        |        |
| 25      | Maissam Naji            | Francia       | 328.95      | 25          |        |        |
| 26      | Olqa Bikovskaya         | Azerbaigian   | 328.15      | 26          |        |        |
| 27      | Hannah Lena Rott        | Austria       | 311.75      | 27          |        |        |
| 28      | Vivian Barth            | Svizzera      | 305.30      | 28          |        |        |